# Мякотин, Венедикт Александрович
Венеди́кт Алекса́ндрович Мяко́тин (12 [24] марта 1867, Гатчина — 5 октября 1937, Прага) — российский историк, писатель

 и политик.

## Биография
Сын почтмейстера. Учился в Кронштадтской гимназии и Петербургском университете, где и окончил курс по историко-филологическому факультету; был оставлен при университете для приготовления к профессорскому званию. Преподавал историю в средних учебных заведениях, а с 1891 года читал лекции в Александровском лицее по русской истории.
Первый печатный труд Мякотина, «Крестьянский вопрос в Польше в эпоху её разделов», вышел в 1889 году. Для «Биографической библиотеки Павленкова» написал биографии Мицкевича (1891) и протопопа Аввакума (1893). Важны основанные на архивных материалах, которые автор долго изучал в Киеве, Чернигове, Харькове и Москве, специальные работы: «Прикрепление крестьянства левобережной Малороссии в XVIII ст.» («Русское богатство», 1894) и «К истории Нежинского полка» (составленный по поручению Академии наук разбор книги А. М. Лазаревского «Описание старой Малороссии», 1896). Участвовал в периодической прессе (в частности, «Профессор сороковых годов» [Т. Н. Грановский], «Русское богатство», 1896) и в Энциклопедическом словаре Брокгауза и Ефрона («Казачество» и мн. др. статьи по русской истории). С 1897 по 1902 год опубликовал ряд исторических и публицистических статей в журнале «Русское богатство». С марта 1900 по декабрь 1904 года вёл «Хронику внутренней жизни» в том же журнале. В 1902 году издал книгу «Из истории русского общества», в состав которой вошли разные его исторические статьи, большей частью из «Русского богатства». Состоял одним из членов редакции «Русского богатства».
В апреле 1901 года был арестован по обвинению в политическом преступлении и после двухмесячного тюремного заключения выслан из Петербурга, с воспрещением жить в столицах и университетских городах, а в 1903 году выслан на три года под надзор полиции в Новгородскую губернию, где и был водворён губернатором в городе Валдае. В ноябре 1904 года освобождён из-под надзора полиции и вновь вернулся в Санкт-Петербург.
8 января 1905 года, накануне событий «Кровавого воскресенья», вошёл в состав депутации из представителей интеллигенции, посетившей министров С. Ю. Витте и П. Д. Святополк-Мирского с просьбой не применять военную силу против демонстрантов. Депутация успеха не имела, и после разгона рабочего шествия, 11 января, Мякотин вместе с другими её членами был арестован и заключён в Петропавловскую крепость. Входил в либеральный «Союз освобождения», был одним из редакторов оппозиционной газеты «Сын отечества». В конце 1905 года сотрудничал в газете эсеров «Революционная Россия». В мае — июне 1906 года один из самых острых критиков Государственной думы I созыва на многочисленных митингах в Петербурге. Осенью 1906 года — один из основателей Партии народных социалистов.
В 1911 году был приговорён за изданную в 1906 году брошюру: «Надо ли идти в Государственную думу?» к годичному заключению, которое отбыл в 1911—1912 году в Двинской крепости (ныне в городе Даугавпилс). В 1917 году избран председателем ЦК Трудовой народно-социалистической партии. В 1918 году — один из создателей и руководителей Союза возрождения России. В 1920 году был арестован, содержался в Бутырской тюрьме. В 1922 году — выслан из России. Жил в Берлине, Праге, затем в Софии. С 1928 года преподавал в Софийском университете.
Скончался 5 октября 1937 года в Праге.

## Сочинения
- Протопоп Аввакум: Его жизнь и деятельность: Биогр. очерк — СПб.: тип. т-ва «Обществ. польза», 1894. — 160 с.
- Великий переворот и задачи момента. — Пг.: Задруга, 1917. — 16 с.
- Из недалекого прошлого: Отрывки воспоминаний // На чужой стороне. 1923. № 2. С.178-199; № 3. С.179-193; 1924. № 5. С.251-268; № 6. С.73-99; 1925. № 9. С.279-302; № 11. С.205-235; № 13. С. 193—227.
- Очерки Социальной Истории Украины в XVII—XVIII вв. Прага, 1924—1926. III выпуска. 
Онлайн: Том I. Выпуск I, Том I. Выпуск II, Том I. Выпуск III,
- Переяславский договор 1654 года. Прага, 1930.
- Крестьянство левобережной Украины. София: Придворна печатница. 1933